# 津嶋三郎
津嶋 三郎（つしま さぶろう、1941年 -、）は、日本の画家、童話作家。大阪府生まれ。門真保育園理事長兼園長、東京海洋大学卒、大阪府在住。

## 人物
東京水産大学卒業後、海洋船に乗り主に黒潮の調査に従事した後、親が経営する門真（かどま）保育園の経営を継ぐ。大阪文学学校に1989年10月から5年間在籍し、同人誌にエッセイ等を発表。単行本として童話『橋の下のこいのぼり』を自費出版する。
その後独学で絵画を勉強し、美術文化協会展、白亜展、新槐樹社（しんかいじゅしゃ）展で入選する。美術年鑑2016年度380頁に経歴掲載 。代表作として1945年8月13日の大阪大空襲を赤一色で描いた油彩画「遠い記憶」、「対話」などがあり、子供目線で捉える奇想天外な理論、色彩で表現する画風である。
画家として活動する一方、現在も門真保育園の経営にも力を注いでいる。

## 経歴
- 美術文化協会展入選
- 白亜展入選
- 槐樹社（かいじゅしゃ）展入選
- 京阪百貨店美術画廊個展5回
- 他個展5回